# Осьмухин, Владимир Андреевич
Влади́мир Андре́евич Осьмухин (1 января 1925, Краснодон — 15 января 1943, Краснодон, Ворошиловградская область) — герой-подпольщик Великой Отечественной войны, один из 49 участников краснодонской антифашистской организации «Молодая гвардия».

## Биография
Родился и вырос в родном Краснодоне, в семье экономиста, работника Краснодонского угледобывающего предприятия.
Школьное образование Владимир получил в средней школе № 4 имени К. Е. Ворошилова города Краснодон. В 1939 году, в возрасте 14 лет, вступил в члены комсомола — Всесоюзного ленинского коммунистического союза молодёжи (ВЛКСМ).
В сентябре 1941-го он пошёл в 10-й класс, однако в силу обстоятельств учёбу пришлось оставить. В феврале 1942 года он был принят на работу электриком (затем слесарем) механического цеха Центральных электро-механических мастерских (ЦЭММ) комбината «Краснодонуголь». В это время он стал участником партийного антифашистского подполья, которое возглавлял знакомый ему ещё по школьным годам Филипп Лютиков — являвшийся начальником ЦЭММ. По воспоминаниям, именно через Владимира Осьмухина осуществлялась связь между партийным подпольем и подпольем комсомольским (см. Молодая гвардия).
Вместе с группой активистов краснодонского антифашистского подполья, которых к осени 1942-го насчитывалось более 20 человек, Володя Осьмухин принимал участие в изготовлении и распространении листовок, в сборе оружия, осуществлении диверсий в мастерских. Известно, что на квартире Георгия Арутюнянца подпольщики, в их числе и Осьмухин, оборудовали типографию, где ночью 6 ноября 1942 выпустили первую печатную листовку, в которой разоблачали пропаганду оккупантов.
5 января 1943 года Осьмухин был арестован. 15 января, после жестоких пыток, вместе с другими подверженными истязаниям подпольщиками, сброшен в шурф шахты № 5. Согласно Справке о злодеяниях немецко-фашистских захватчиков, составленной на основании Акта по расследованию злодеяний, совершенных гитлеровцами в Краснодонском районе, от 12 сентября 1946 года, на основании архивных документов музея «Молодая гвардия» и документов Ворошиловоградского УКГБ было установлено, что «во время допросов отрублена кисть правой руки, выколот правый глаз, на ногах следы ожогов, раздроблена тыльная часть черепа».
Похоронен в братской могиле героев в центре Краснодона.

## Награды
- Орден Отечественной войны I-й степени (1943; посмертно)[6].
- Медаль «Партизану Отечественной войны» I-й степени[7].

## Память
- 1946 — является героем романа русского писателя А. Фадеева «Молодая гвардия»[8].
- 1948 — образ героя-молодогвардейца Володи Осьмухина экранизирован в кинофильме «Молодая гвардия»,  его сыграл Вячеслав Тихонов.
- 1962 — в честь героя-подпольщика Владимира Осьмухина названа одна из улиц Молодогвардейска.